# Adaptabilność
Adaptabilność, przystosowawczość – zdolność do adaptacji fizjologii komórek, tkanek oraz narządów do zmian warunków środowiska wewnętrznego i zewnętrznego.